# گوزوکو
گوزوکو (به ژاپنی: 豪族 Gōzoku) در زبان ژاپنی این اصطلاح برای اشاره به خانواده‌های قدرتمند و ثروتمند استفاده می‌شود. در زمینه‌های تاریخی، معمولاً به خانواده‌های سامورایی محلی اشاره می‌شود که دارای مالکیت املاک و مستغلات هستند. بعضی از آنها تقریباً مستقل بودند و پیوندهای قوی با اشخاص روستایی مهم مانند بازرگانان ثروتمند داشتند.